# الشكامي (السياني)

تعديل مصدري - تعديل

الشكامي هي إحدى قرى عزلة الهادس بمديرية السياني التابعة لمحافظة إب، بلغ تعداد سكانها 477 نسمة حسب تعداد اليمن لعام 2004.